# イバナ・プルホトバ
イバナ・プルホトバ（Ivana Plchotová、女性、1982年10月28日 - ）は、チェコの元バレーボール選手。ポジションはミドルブロッカー。元チェコ代表。

## 来歴
2004年、チェコ代表に初選出される。2007年の欧州選手権からレギュラーとして活躍し、2010年に日本で開催された世界選手権では主将を務めた。
2011年の欧州選手権、FIVBワールドグランプリなどにも出場した。2012-13シーズンはポーランドリーグのMKS Dąbrowa Górniczaでプレーし、国内リーグ優勝に貢献した。

## 球歴
- 2005年 - 世界選手権2006欧州大陸予選
- 2007年 - 欧州選手権（9位）
- 2009年 - 世界選手権2010欧州大陸予選
- 2009年 - ヨーロッパ選手権（10位）
- 2010年 - 世界選手権（15位）
- 2011年 - ヨーロッパ選手権（8位）
- 2013年 - FIVBワールドグランプリ（14位）

## 所属クラブ
- NH Ostrava（2001-2002年）
- Siram Roma（2002-2003年）
- Pre Camp Collecchio（2004-2005年）
- Spes Volley Conegliano（2005-2007年）
- Sassuolo Volley（2007-2008年）
- Muszynianka Muszyna（2008-2009年）
- 2004 トミス・コンスタンツァ（2009-2010年）
- MKS Dąbrowa Górnicza（2010-2013年）
- Muszynianka Muszyna（2013-2015年）
- CSMヴォレイ・アルバ・ブラジ（2015-2016年）
- TJ Ostrava（2017年）